# Dacus crabroniformis
Dacus crabroniformis är en tvåvingeart som först beskrevs av Mario Bezzi 1914.  Dacus crabroniformis ingår i släktet Dacus och familjen borrflugor. Inga underarter finns listade i Catalogue of Life.